# 大島拓海
大島 拓海（おおしま たくみ、1996年6月7日 - ）は、徳島県阿波市出身の、日本の柔道選手である。階級は60 kg級。身長163 cm。組み手は右組み。血液型はAB型。段位は弐段。得意技は背負投。筑波大学卒業。兄は2011年の世界カデ60 kg級チャンピオンの大島優磨。

## 経歴
漫画YAWARA!に影響されて柔道を始めた姉に続いて、7歳の時に兄とともに上坂柔道教室で始めた。小学校5年の時には全国小学生学年別柔道大会45kg級で優勝した。6年の時は50kg級で5位にとどまった。阿波中学2年の時に全国中学校柔道大会60kg級で2位になると、3年の時には優勝を飾った。国士舘高校に進んだ兄と違い、高校は上京せず地元の阿波高校に進学すると、1年の時に全日本カデで優勝した。2年の時には全日本カデで2連覇を達成すると、世界カデでも前大会の兄に続く兄弟優勝を成し遂げた。全国高校選手権では決勝で敗れて2位だった。2015年に筑波大学へ進学すると、1年の時には学生体重別で5位になった。3年の時には学生体重別で2位となった。4年の時には体重別団体で2位だった。2019年からは日本エースサポートの所属となった。2022年現在は安田学園中学校・高等学校の柔道部の外部コーチも務めている。2022年の全日本実業柔道個人選手権大会では前年3位だったものの一回戦で川端龍を下した井上拓茉に破れた。

## 戦績
- 2007年 -　全国小学生学年別柔道大会　優勝(45kg級)
- 2008年 -　全国小学生学年別柔道大会　5位(50kg級)
- 2010年 -　全国中学校柔道大会　3位(55kg級)

60kg級での戦績
- 2011年 -　全日本カデ　3位
- 2011年 -　全国中学校柔道大会　優勝
- 2012年 -　全日本カデ　優勝
- 2012年 -　ポーランドカデ国際　優勝
- 2013年 -　全日本カデ　優勝
- 2013年 -　世界カデ　優勝
- 2014年 -　全国高校選手権　2位
- 2015年 -　ブレーメンジュニア国際　2位
- 2015年 -　学生体重別　5位
- 2017年 -　学生体重別　2位
- 2018年 -　体重別団体　2位
- 2021年 - 実業個人選手権　3位

(出典、JudoInside.com)。